# Rhombidodécadodécaèdre
En géométrie, le rhombidodécadodécaèdre est un polyèdre uniforme non-convexe, indexé sous le nom U38.
Par la construction de Wythoff, ce polyèdre peut aussi être nommé un grand dodécaèdre biseauté.
Il partage son arrangement de sommets et d'arêtes avec le rhombicosaèdre et l'icosidodécadodécaèdre.

## Coordonnées cartésiennes
Les coordonnées cartésiennes pour les sommets d'un rhombidodécadodécaèdre centré à l'origine sont toutes les permutations paires de
(±1/τ2, 0, ±τ2))
(±1, ±1, ±(2τ−1))
(±2, ±1/τ, ±τ)
où τ = (1+√5)/2 est le nombre d'or (quelquefois écrit φ).